# Betty Lou Sine
Betty Lou Sine (1935 circa) è un'ex sciatrice alpina statunitense.

## Biografia
Sciatrice polivalente, Betty Lou Sine gareggiò dal 1953 al 1960: ai Campionati statunitensi 1960 vinse la medaglia di bronzo nello slalom speciale. Non prese parte a rassegne olimpiche o iridate e non ottenne risultati internazionali di rilievo.

## Palmarès

### Campionati statunitensi
- 1 medaglia (dati parziali):
  - 1 bronzo (slalom speciale nel 1960[3])